# 2,3-diidrossibenzoato 2,3-diossigenasi
La 2,3-diidrossibenzoato 2,3-diossigenasi è un enzima appartenente alla classe delle ossidoreduttasi, che catalizza la seguente reazione:
2,3-diidrossibenzoato + O2 ⇄ 2-carbossi-cis,cis-muconato
L'enzima agisce anche, più lentamente, con 2,3-diidrossi-4-metilbenzoato and 2,3-diidrossi-4-isopropilbenzoatodiocane.